# Coccophagus burksi
Coccophagus burksi är en stekelart som beskrevs av Hayat 1971. Coccophagus burksi ingår i släktet Coccophagus och familjen växtlussteklar. Inga underarter finns listade i Catalogue of Life.